# Dick Tracy
Dick Tracy es una tira de prensa estadounidense, protagonizada por el personaje homónimo, quien lucha contra el crimen desde su trabajo de inspector de policía. Fue creada por Chester Gould en 1931, fue muy bien recibida en la cultura popular, y tuvo multitud de adaptaciones a otros medios. 

## Trayectoria
La tira empezó a publicarse el 4 de octubre de 1931 en el Chicago Tribune, después de haber rechazado otras ideas del autor. Transcurren entonces los últimos años de la ley seca, cuando

los antiguos héroes populares, los reyes del hampa, rodeados por una aureola romántica, iban cayendo de su pedestal ante los ojos de los estadounidenses, atemorizados por la creciente ola de violencia, y la balanza de las simpatías terminaría inclinándose por los últimos, mas no por los corruptos policías de uniforme, sino por los nuevos intocables del F.B.I..

Poco después, era traducida ya a otros idiomas, como el francés (Spirou, 1938). En español, fue publicada en revistas como Puño Fuerte (Argentina, 1950) o El Globo (España, 1973).

## Argumento y personajes
El protagonista de la tira es Dick Tracy. Su nombre Dick "designa en el argot estadounidense al policía, al sabueso, mientras que Tracy no es sino una deformación de "tracing", investigación, o de "trace", pista". Junto a él, Tess Trueheart, su prometida y luego esposa, y Junior, rescatado de las malas calles por Dick.
Como explica Francisco López-Mora:

La historia de Dick Tracy es la de una caza de criminales y éste es un punto fundamental para comprender esta historieta, porque, pese a pertenecer a un género genuinamente policíaco, rara vez la deducción ocupa un lugar importante dentro de ella. Desde el principio solemos conocer la identidad del culpable. Dick también lo averigua pronto, y el episodio será en su mayor parte el relato de una persecución, una persecución implacable en la que a menudo el destino trágico saldrá al encuentro del perseguido. No interesa, pues, la intriga, sino el castigo, la demostración palpante y reiterante de lo que espera al que coja el camino del crimen.

Gould era conocido por su uso de villanos muy coloridos, a menudo deformes,como en los casos de Flattop (Cabeza Plana), Prunceface (Carapasa), Big Boy Caprice (Grandullon Caprice), Mummble (Murmullon), Little Face (Cara de Niño) y otros.
Con los años, la serie irá incorporando elementos de ciencia ficción como los transmisores de pulsera en 1946 o una nave antigravitacional en los años 60.

## Estilo
El estilo de Gould apenas evolucionó en 40 años, caracterizándose por el cultivo de la caricatura, realzado por un fuerte contraste de las manchas de negro.

## Valoración e influencia
El cineasta Federico Fellini la consideraba «cien veces más hermosa que la mejor película americana de gangster».

## Adaptaciones en otros medios

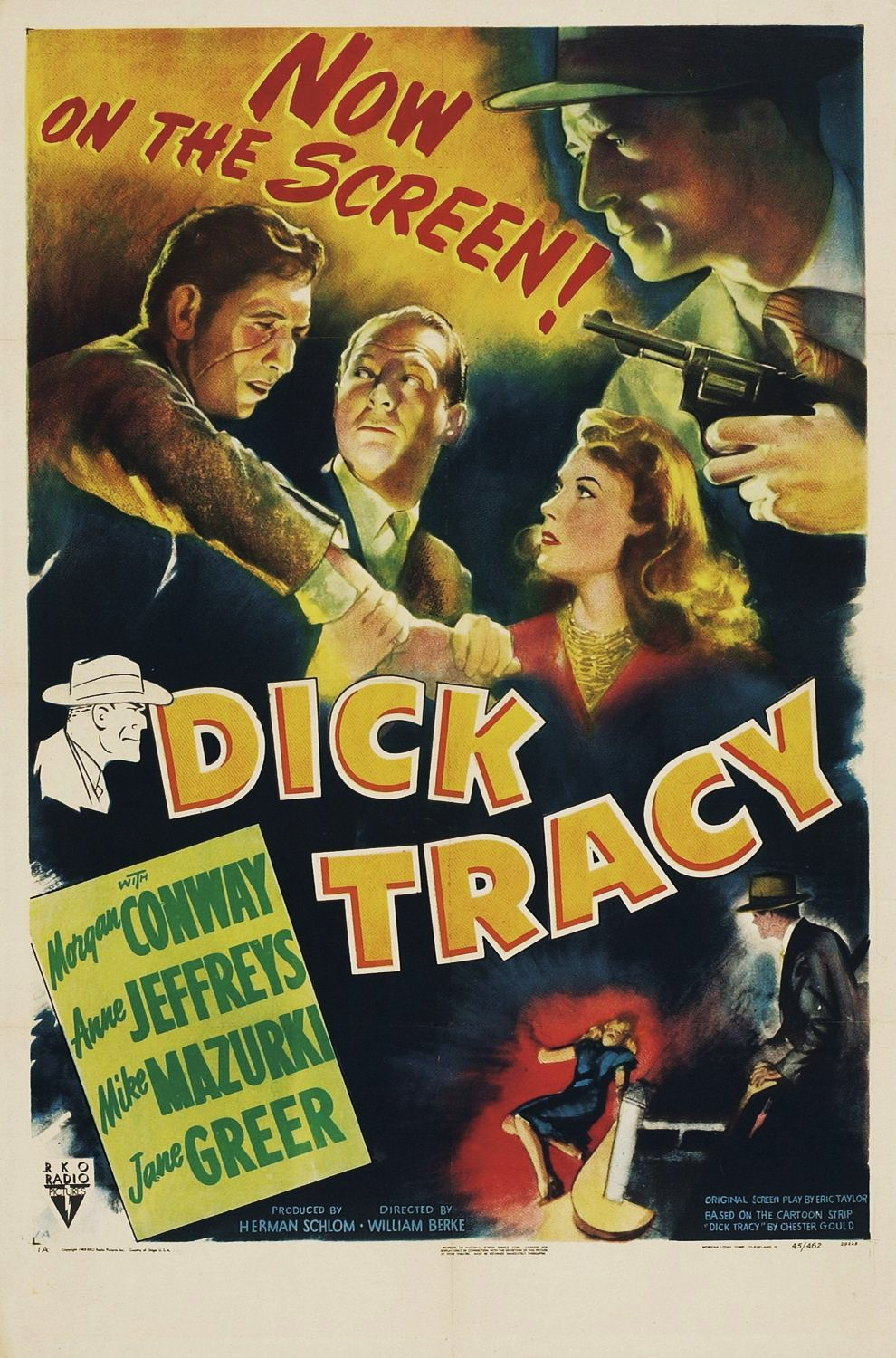
Cartel de la película de 1945, dirigida por William Berke.

Dick Tracy se trasladó más allá de las viñetas. En 1937 salta simultáneamente a la radio y el cine. Con respecto a este primer medio, hubo un programa diario de quince minutos entre 1937 y 1939, para la Mutual Network, y patrocinado por los cereales Quaker Puffed Wheat. Más tarde regresaría, en igual formato, en 1943, esta vez para la NBC Blue (después conocida como ABC), con patrocinio de los caramelos Tootsie Roll; en 1946 varía al formato de un programa semanal de media hora, y en 1948 desaparece. Pero su historia en el cine -e inclusive la televisión- es largo.
En 1937 es trasladado a la pantalla grande. En aquel entonces, la productora Republic Pictures Corporation comenzaba a convertirse en la reina de los seriales. El serial de Dick Tracy es abordado al año siguiente de debutar en el campo, cuando aún se estaban forjando en la materia. Quizá por ello, cuando la Republic habló con el Famous Artist Syndicate para conseguir los derechos, éstos se mostraron un tanto renuentes, y tras batallar un tanto, al fin se logró. Acaso los del Sindicato tuvieran razón, pues los cambios efectuados en el guion con respecto al cómic original fueron ostentosos. El más fundamental, variar la profesión del protagonista: En las historietas originales, Dick Tracy era un agente de la policía; aquí lo convierten en un agente del FBI, uno de los famosos G-Men, los hombres del gobierno.
En 1945 se estrenó un largometraje dirigido por William Berke, y con Morgan Conway y Anne Jeffreys en los papeles principales.
En 1990 se filmó una película con este nombre, protagonizada y dirigida por Warren Beatty, con Madonna como protagonista femenina (Breathless Mahoney), Al Pacino en el personaje de Big Boy Capice y diversas apariciones breves (cameo) de varias estrellas, como Dick Van Dyke, James Caan, Kathy Bates y Mandy Patinkin. La canción Sooner or Later (Tarde o temprano), cantada por Madonna, ganó el Oscar. Como consultor fue contratado Sheldon Dorf, editor y guionista de cómic que había contribuido a transmitir el cómic de Dick Tracy a las nuevas generaciones.
También se realizaron varios videojuegos de Dick Tracy: una adaptación de Bandai para NES, dos de Sega para Master System y Sega Mega Drive, y otra adaptación de Titus Software para diferentes sistemas de 8 y 16 bits (Amiga, Atari ST, C64, DOS, Amstrad CPC, ZX Spectrum y GX-4000).